# Carranque
Carranque – gmina w Hiszpanii, w prowincji Toledo, w Kastylii-La Mancha, o powierzchni 24,7 km². W 2011 roku gmina liczyła 4473 mieszkańców.